# Zarona zanella
Zarona zanella är en fjärilsart som beskrevs av De Nicéville 1890. Zarona zanella ingår i släktet Zarona och familjen juvelvingar. Inga underarter finns listade i Catalogue of Life.